# 拉杜·鲁普
拉杜·鲁普，CBE（又译卢普，1945年11月30日—2022年4月17日），罗马尼亚钢琴家。

## 生平

### 早年
拉杜·鲁普出生于罗马尼亚加拉茨的一个犹太人家庭，父亲梅耶·鲁普（Meyer Lupu）是律师，母亲阿纳·加博（Ana Gabor）是语言学家。鲁普六岁开始学习钢琴，12岁首次登台演出并演奏了自己的作品。在布拉索夫的艺术学校里学习和声与对位之后，鲁普来到布加勒斯特音乐学院，随穆西切斯库和代拉夫兰恰学习钢琴。1961至1969年，鲁普获奖学金前往莫斯科音乐学院，师从叶吉阿扎罗娃以及涅高兹父子。

### 职业生涯
鲁普接受的虽然是传统俄派钢琴教育，却以德奥音乐作品的演绎著称，尤其是舒伯特、勃拉姆斯、贝多芬、莫扎特等人的作品。捷克作曲家雅纳切克和匈牙利作曲家巴托克的作品也是其强项。鲁普在音乐会时常常不坐琴凳，而用一把办公椅。室内乐方面，鲁普的合作伙伴有小提琴家席蒙·戈德堡、女高音歌唱家芭芭拉·亨德里克斯、钢琴家穆雷·佩拉希亚等人。

鲁普在古典乐坛驰骋多年，却始终保持深居简出，曾拒绝记者访谈长达30年。在1992年的一次采访中，鲁普这样表达自己的音乐理念：
|  | 人人都以不同的方式讲述故事，而故事的讲述应该是引人入胜、自然而然的。如果没有吸引力和说服力，它就毫无价值。 Everyone tells a story differently, and that story should be told compellingly and spontaneously. If it is not compelling and convincing, it is without value. |

### 逝世
魯普在長期患病後於2022年4月17日在瑞士洛桑去世，享年76歲。

## 獲獎與榮譽
- 1966年：范·克莱本国际钢琴比赛冠军
- 1967年：乔治·埃内斯库国际钢琴比赛（英语：George Enescu International Piano Competition）冠军
- 1969年：利兹国际钢琴比赛冠军
- 1989年：弗兰科·阿比亚蒂（英语：Franco Abbiati）音乐奖
- 1995年：爱迪生音乐奖（英语：Edison Award）
- 1996年：格莱美奖（古典乐最佳器乐独奏）
- 2015年：大英帝国司令勋章[5]

## 作品節選

### 商業錄音
- (CD). 20世紀偉大鋼琴家（英语：Great Pianists of the 20th Century） 66. Philips Classics. 1999. 456 895-2.

## 外部來源
- 拉杜·鲁普的Discogs页面（英文）